# Volgelaatsmasker

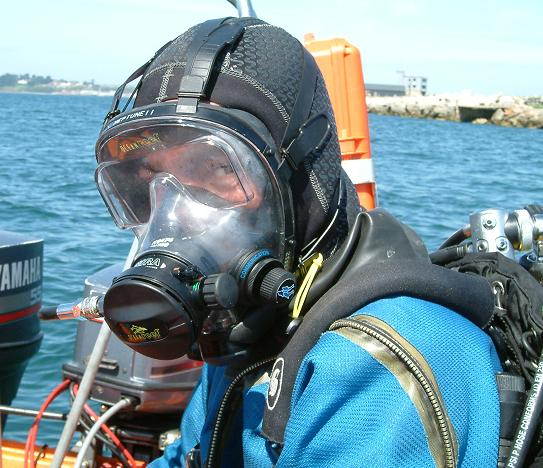
Een duiker met een Ocean Reef-volgelaatsmasker.

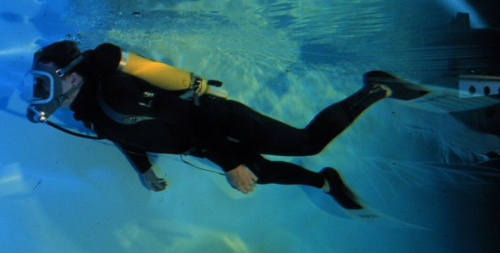
Een duiker met een AGA-volgelaatsmasker.

Een volgelaatsmasker is in de duiksport een type duikbril dat het volledige gezicht van een duiker van het water afschermt.

## Doel
Een volgelaatsmasker is specifiek ontworpen om het zicht zo compleet mogelijk te houden, een volledige ademhaling mogelijk te maken en daarbij de duiker via een ademautomaat van ademlucht te voorzien.

## Functies
Een volgelaatsmasker heeft een aantal voordelen boven een duikbril. Het geeft een groter gezichtsveld dan een duikbril en helder zicht onder water. Ook wordt het hele gezicht van de duiker beschermd tegen vervuild of ijskoud water. Er is de mogelijkheid om zowel door neus als mond te ademen wat met een normale separate ademautomaat niet kan. Ook kan in het masker communicatieapparatuur geïnstalleerd worden zodat de duiker met zijn buddy of met personen aan de oppervlakte of wal kan spreken.

## Veiligheid
Volgelaatsmaskers bieden meer veiligheid dan een losse ademautomaat. Als de duiker bewusteloos raakt of een zuurstofvergiftiging oploopt kan deze gewoon door blijven ademen via het masker, dit in tegenstelling tot een normale ademautomaat waarbij het mondstuk altijd tussen de tanden geklemd moet worden.. De luchttoevoer blijft constant gegarandeerd.
Het nadeel van een volgelaatsmasker is dat de duiker niet zomaar de ademautomaat van zijn buddy over kan nemen als hij zonder lucht komt te zitten. In dit geval zal het volgelaatstmasker afgezet moeten worden, alvorens de octopus van de buddy gebruikt kan worden. Als gevolg daarvan zal de duiker zijn volgelaatsmasker niet meer op kunnen zetten, maar zal er een normale duikbril gebruikt moeten worden welke de volgelaatsmaskerduiker als reserve meeneemt.

## Toepassing
Volgelaatsmakers worden vaak gebruikt door beroepsduikers. Ze worden ook wel doch veel minder vaak gebruikt door sportduikers, waar ze het gezicht beschermen tegen koud water, of steken van bijvoorbeeld kwallen of koraal. Daarnaast voorkomt een volgelaatsmasker dat er een mondstuk gedurende de duik tussen de tanden geklemd moet worden. De aanschafskosten van een volgelaatsmasker zijn aanmerkelijk hoger waardoor voor de sportduiker de kosten niet opwegen tegen de baten.